# Good Time Charley
Good Time Charley is een Amerikaanse dramafilm uit 1927 onder regie van Michael Curtiz. In Nederland werd de film destijds uitgebracht onder de titel Artistentragedie.

## Verhaal
De vrouw van de artiest Charley Keene sterft na een val, die ze maakte in een poging om de avances van haar impresario John Hartwell af te slaan. Jaren later wordt zijn dochter Rosita een sensatie door een nummer in een café van Hartwell. Ook Charley krijgt een baantje van Hartwell. Zijn zoon wil de toestemming van Charley om te trouwen met Rosita. Wanneer hij weigert, gaat het stel ervandoor en wordt Charley ontslagen door Hartwell. Bovendien heeft hij een operatie nodig aan zijn ogen, omdat hij blind aan het worden is. De toneelknecht Bill Collins sprokkelt het geld voor de operatie bij elkaar, maar Charley geeft het aan Rosita, die niet weet dat haar vader blind wordt.

## Rolverdeling
| Acteur          | Personage         |
| --------------- | ----------------- |
| Warner Oland    | Charley Keene     |
| Helene Costello | Rosita Keene      |
| Clyde Cook      | Bill Collins      |
| Montagu Love    | John Hartwell     |
| Hugh Allan      | John Hartwell jr. |
| Julanne Jonston | Elaine Keene      |